# Albert Bond Lambert
Albert Bond "Al" Lambert (6 de dezembro de 1875 — 12 de novembro de 1946) foi um golfista norte-americano que competiu no golfe nos Jogos Olímpicos de Verão de 1904, onde foi integrante da equipe norte-americana que conquistou a medalha de prata. Na competição individual, ele foi eliminado nas quartas de final. Competiu também nos Jogos Olímpicos de Verão de 1900.